# Cockpit (album)
Cockpit je studijski album Big Banda RTV Ljubljana pod vodstvom Janeza Gregorca, ki je tudi avtor vseh skladb albuma. Album je bil posnet leta 1984, izšel pa je 14. februarja 1985 pri založbi PGP RTB.

## Seznam skladb
Vse skladbe je napisal Janez Gregorc.
| A stran | A stran    | A stran                                                                                                 | A stran |
| Št.     | Naslov     | Solisti                                                                                                 | Dolžina |
| ------- | ---------- | --- | ------- |
| 1.      | „Cockpit‟  | Petar Ugrin – trobenta, Alojz Krajnčan – trombon, Emil Spruk – trombon, Silvester Stingl – sintetizator | 3:55    |
| 2.      | „Ikona‟    | Silvester Stingl – klavir, Petar Ugrin – krilnica, Andrej Arnol – altovski saksofon                     | 5:29    |
| 3.      | „Entrance‟ | Tone Janša – tenorski saksofon                                                                          | 4:00    |
| 4.      | „Glass‟    | Petar Ugrin – trobenta, Andrej Arnol – sopranski saksofon, Emil Spruk – trombon                         | 5:29    |

| B stran | B stran     | B stran                                                                                     | B stran |
| Št.     | Naslov      | Solisti                                                                                     | Dolžina |
| ------- | ----------- | ------------------------------------------------------------------------------------------- | ------- |
| 1.      | „Dr. Rhytm‟ | Andrej Arnol – altovski saksofon, Tone Janša – sopranski saksofon                           | 3:46    |
| 2.      | „Elegy‟     | Andrej Arnol – sopranski saksofon                                                           | 4:05    |
| 3.      | „Bouree‟    | Tone Janša – sopranski saksofon                                                             | 4:06    |
| 4.      | „Gaymant‟   | Andrej Arnol – sopranski in altovski saksofon, Emil Spruk – trombon, Petar Ugrin – trobenta | 4:05    |

## Zasedba
- Janez Gregorc – dirigent

### Saksofoni
- Andrej Arnol
- Albert Podgornik
- Dušan Veble
- Tone Janša
- Zoran Komac

### Trobente
- Pavel Grašič
- Petar Ugrin
- Marko Misjak
- Tomaž Grintal

### Tromboni
- Franc Puhar
- Emil Spruk
- Alojz Krajnčan
- Aleksander Grašič
- Alojz Bezgovšek

### Ritem sekcija
- Silvester Stingl – klavir
- Milan Ferlež – kitara
- Lado Rebrek – bas
- Ratko Divjak – bobni
- Nenad Jelić – tolkala (A2, B4)
- Franc Jagodic – tolkala

## Produkcija
- Producenta: Jože Kampič, Janez Gregorc
- Tonska mojstra: Zoran Ažman (A1, B2, B3), Jani Luznar (A2, A3, A4, B1, B4)